# عثمان احمد عثمان
عثمان احمد عثمان (عربی: عثمان أحمد عثمان؛ ۶ آوریل ۱۹۱۷ – ۱ مهٔ ۱۹۹۹) مهندس عمران، تاجر، کارآفرین و سیاستمدار اهل مصر بود. او در سال ۱۹۷۳، باشگاه فوتبال مقاولون عرب را تأسیس کرد.

## زندگی‌نامه
عثمان در ۶ آوریل ۱۹۱۷ در شهر اسماعیلیه در مصر در یک خانواده فقیر به دنیا آمد. وضعیت وی پس از درگذشت پدرش در سال ۱۹۲۰ بدتر شد. وقتی عثمان سه ساله بود، برادر بزرگتر او، محمد، برای تأمین درآمد پایدار برای حمایت از خانواده، ترک تحصیل کرد. در دوران کودکی، عثمان اغلب مجبور بود برای تأمین درآمد، اضافی کار کند. پس از اتمام دوره دبیرستان، عثمان برای ادامه تحصیل در رشته مهندسی عمران به قاهره رفت. عثمان در سال ۱۹۴۰ با لیسانس مهندسی عمران فارغ‌التحصیل شد. وی سپس به زادگاه خود، اسماعیلیه بازگشت. او به مدت ۱۸ ماه با عموی مادری خود که یک پیمانکار بی سواد اما زرنگ و دانا بود، کار کرد.